# Frank Watson Dyson
Frank Watson Dyson (Measham, 8 de janeiro de 1868 — mar de Cidade do Cabo,25 de maio de 1939) foi um astrônomo inglês.
Dyson viveu de 1894 a 1906 em Blackheath, Londres. De 1905 a 1910 foi Astronomer Royal for Scotland, e de 1910 a 1933 Astrônomo Real Britânico e ao mesmo tempo diretor do Observatório de Greenwich. Desenvolveu em 1928 um relógio de pêndulo, adequado para a medição precisa do tempo no Meridiano de Greenwich.
Em 1915 recebeu o título do Knight e em 1926 Knight Commander (KBE). Em 1901 foi eleito Membro da Royal Society, que lhe concedeu em 1921 a Medalha Real. Foi agraciado em 1922 com a Medalha Bruce e em 1925 com a Medalha de Ouro da Royal Astronomical Society. Em 1918 foi eleito membro estrangeiro da Accademia Nazionale dei Lincei. Em sua memória uma cratera lunar foi denominada Dyson (cratera lunar) bem como o asteroide 1241 Dysona.

## Escritos selecionados
- Astronomy, Frank Dyson, London, Dent, 1910 (em inglês)